# Pancasila (Indonesië)
Pancasila (uitgesproken als pantja-siela) is de filosofische grondslag van de Indonesische staat. Het woord Pancasila is afkomstig van twee Sanskriet-, respectievelijk Pali-woorden: panca, dat "vijf" betekent, en sila, dat "rechtschapenheid, moreel juist gedrag" betekent. Het bevat vijf aan elkaar verbonden principes en is voor een deel gemodelleerd naar de originele Pancasila, de ethische code van het boeddhisme.

## Geschiedenis
In de inleiding van de Grondwet van 1945 wordt de Pancasila genoemd als de belichaming van de basisprincipes van de onafhankelijke Indonesische staat. Deze vijf principes werden door de toenmalige president Soekarno in een speech met de naam "de geboorte van de Pancasila" aangekondigd. Hij gaf deze speech tijdens de bijeenkomst van het Onderzoekscomité ter voorbereiding op de Indonesische onafhankelijkheid op 1 juni, 1945.

## Principes

### 1. Geloof in de ene en enige God (Ketuhanan Yang Maha Esa)
Hiermee wordt elk van de monotheïstische geloven bedoeld maar ook het boeddhisme en hindoeïsme vallen sinds een tijd onder dit principe (gerechtvaardigd met het idee dat de verschillende godheden in boeddhisme en hindoeïsme eigenlijk meerdere verschijningen zijn van God). Dit eerste principe herbevestigt het geloof van de Indonesiërs dat God bestaat. Het impliceert ook dat het Indonesische volk gelooft in een leven na de dood. Het benadrukt dat het naleven van heilige geboden zal leiden tot een beter leven in het hiernamaals. Het principe is in de grondwet opgenomen in de volgende vorm: "De staat zal gebaseerd zijn op het geloof in de ene en enige God". Ook kan hierbij worden opgemerkt dat men in Indonesië verplicht is om (tenminste in naam) een van de vijf grote godsdiensten te belijden.
In de begintijd van de Republiek wilden islamitische groepen een toevoeging laten opnemen in de Pancasila. Dit is later bekend geworden als het "Jakarta Charter". Men wilde speciaal voor moslims, naast de zin hierboven genoemd, onder andere de volgende zin toevoegen: "Met de verplichting, voor de volgers van islam, hun religieuze verplichtingen uit te voeren" (Dengan kewajiban menjalankan shari'a Islam bagi pemeluk-pemeluknya, waarbij "shari'a" hier niet meer betekent dan de vijf zuilen van de islam).

### 2. Rechtvaardig en beschaafde menselijkheid (Kemanusiaan Yang Adil dan Beradab)
Dit principe eist dat mensen met de waardigheid worden behandeld die zij als Gods schepping verdienen. Het benadrukt dat de Indonesische bevolking geen spirituele of fysieke onderdrukking tolereert, zij het van hun eigen volk of van welke natie dan ook.

### 3. De bevolking van Indonesië (Kebangsaan/Persatuan Indonesia)
Dit principe behelst het concept van nationalisme, van de liefde voor de natie en het vaderland. Het benadrukt de noodzakelijkheid het koesteren van de nationale eenheid en integriteit. Pancasila-nationalisme houdt Indonesiërs voor om gevoelens van etnische superioriteit, afkomst of ras te vermijden. In 1928 verklaarde de Indonesische Jeugd (Sumpah Pemuda, de "Eed der Jongeren") één land, één natie en één taal na te streven, iets dat in het Indonesische wapen weergegeven wordt met het motto: Bhinneka Tunggal Ika (meestal ruwweg vertaald met "Eenheid in Verscheidenheid").

### 4. Democratie die voortkomt uit innerlijke wijsheid en consensus (Kerakyatan Yang Dipimpin Oleh Hikmah Permusyawaratan-Perwakilan)
Pancasila-democratie vraagt om besluitneming door middel van overleggen (musyawarah) om tot een consensus (mufakat) te komen. Het is de democratie die de principes van de Pancasila naleeft. Dit impliceert dat het democratisch recht altijd uitgevoerd moet worden met een diep gevoel van verantwoordelijkheid tegenover God, volgens iemands eigen overtuiging en geloof, met respect voor humanitaire waarden van menselijke waardigheid en integriteit en met het behoud en versterken van de nationale eenheid en het streven naar sociale rechtvaardigheid.

### 5. Sociale rechtvaardigheid voor de gehele Indonesische bevolking (Keadilan Sosial Bagi Seluruh Rakyat Indonesia)
Dit principe streeft naar de gelijkwaardige verspreiding van welvaart over de gehele bevolking, op een dynamische en progressieve manier. Dit betekent dat alle nationale natuurlijke hulpbronnen en potentieel op de voor het volk best mogelijke manier gebruikt moeten worden. Sociale rechtvaardigheid impliceert bescherming van de zwakkeren. Maar bescherming mag hen niet uitsluiten van werk. Integendeel, zij moeten naar hun mogelijkheden werken. Bescherming moet onderdrukking door de sterkeren voorkomen en instaan voor rechtvaardigheid.